# Полина Карастоянова
Полина Кръстева Карастоянова е български политик, народен представител от парламентарната група „Патриотичен фронт“ в XLIII народно събрание, впоследствие независим, след като е обявена в лобизъм от ръководството на парламентарната група.

## Биография
Родена е на 28 септември 1969 година в Пловдив. Завършва икономика в УНСС. Магистърската си степен „Управление на ПР и масови комуникации“ получава в Нов български университет.
Работила е като стюардеса и за български и чуждестранни фирми като финансов консултант. През 2003 г. става изпълнителен директор на Българската организация за конгресен туризъм. Един от учредителите на Националния борд по туризъм. Депутат от Патриотичен фронт в XLIII народно събрание, председател на Комисията по култура и медии.
Полина Карастоянова е създател и водещ на специализираното икономическо предаване Туризъм Тренд по Балкан Българска Телевизия, където са засегнати важни аспекти на индустрията и сложните взаимоотношения между държавата и бизнес сектора. В предаването се засягат въпроси, свързани с развитието на туризма и международния имидж на България като инвестиционна дестинация.
Полина Карастоянова е член в редица организации, някои от които SKAL International Sofia, International Public Relations Association, International Women’s Club Sofia. Владее писмено и говоримо английски и португалски език.